# Stepik
Stepik (Стэпик, до августа 2016 года — Stepic) — российская образовательная платформа и конструктор бесплатных и платных открытых онлайн-курсов и уроков.
Позволяет любому зарегистрированному пользователю создавать интерактивные обучающие уроки и онлайн-курсы, используя видео, тексты и разнообразные задачи с автоматической проверкой и моментальной обратной связью. В процессе обучения студенты могут вести обсуждения между собой и задавать вопросы преподавателю на форуме. Основные охватываемые курсами дисциплины — программирование, математика, биоинформатика и биология, экономика; основной язык курсов — русский, есть курсы на английском языке. По состоянию на 2020 год на платформе зарегистрировано 5 миллионов пользователей. Целевые аудитории — школьники (в основном курсы по подготовке к ЕГЭ), студенты, начинающие специалисты.

## История
Основатель — Николай Вяххи, создававший при поддержке JetBrains и лаборатории алгоритмической биологии Санкт-Петербургского академического университета авторские курсы по биоинформатике. В 2013 году на базе наработок создана онлайн-платформа, и в сентябре 2013 года на ней выпущены первые сторонние учебные программы.
Среди организаций, выпустивших онлайн-курсы на платформе — компании «Яндекс», JetBrains, Samsung, Mail.ru, ряд вузов (в том числе Европейский университет в Санкт-Петербурге, МФТИ, Томский политехнический университет, Самарский университет, Балтийский федеральный университет имени Иммануила Канта, Томский государственный университет, Южный федеральный университет). Система автоматизированной проверки задач Stepik была использована в ряде курсов на платформе Coursera, включая курсы по биоинформатике от Калифорнийского университета в Сан-Диего и курс по анализу данных от НИУ «Высшая школа экономики».
В 2016 году выпущены мобильные приложения под iOS и Android, чат-бот для Telegram, плагин Stepik Union для IntelliJ IDEA и PyCharm. В том же году Stepik стал финалистом премии «РБК-Санкт-Петербург» в категории «Стартап года».

## Курсы и уроки
Курсы на платформе состоят из уроков, сгруппированных в тематические модули, однако уроки могут существовать отдельно и собираются в библиотеку на платформе. Уроки состоят из шагов, которые могут представлять собой текст, видео-лекцию или практическое задание. На платформе можно использовать 20 типов заданий, включая тесты, числовые задачи, задания с математическими формулами и химическими уравнениями, пазлы, задачи на программирование.
Создатели курсов сохраняют за собой авторские права, могут без ограничений использовать созданные материалы в виде курсов или отдельных уроков, хранить их для самостоятельной подготовки студентов, встраивать на другие сайты и образовательные платформы, следить за статистикой и прогрессом студентов. Все курсы и материалы, размещенные на Stepik, лицензируются для свободного использования на условиях лицензии Creative Commons Attribution-ShareAlike 4.0.
Существуют также годовые и короткие онлайн-программы. В зависимости от договорённости с вузом, слушателям по результатам могут выдаваться дипломы о профессиональной переподготовке.
Также платформа может функционировать как площадка для проведения конкурсов и олимпиад, среди проведённых мероприятий — отборочный этап Олимпиады НТИ (2016—2020) (всероссийской инженерной олимпиады школьников, в рамках программы Национальная технологическая инициатива), онлайн-этап акции Тотальный диктант в 2017 году, соревнования по информационной безопасности StepCTF—2015.